# بیت ابی
بیت ابی (انگلیسی: Beat Aebi؛ زادهٔ ۱۷ آوریل ۱۹۶۶) بازیکن سابق فوتبال اهل سوئیس است که در اواخر دهه ۱۹۸۰ و اوایل دهه ۱۹۹۰ بازی کرد. او عمدتاً در پست مهاجم و هافبک بازی می‌کرد.